# John Warwick Smith

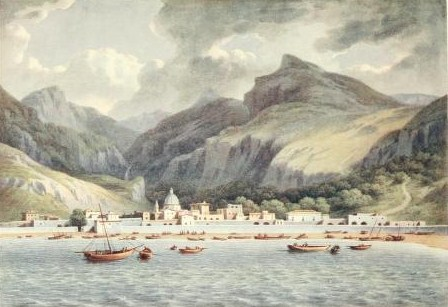
Cetara sur la baie de Salerne

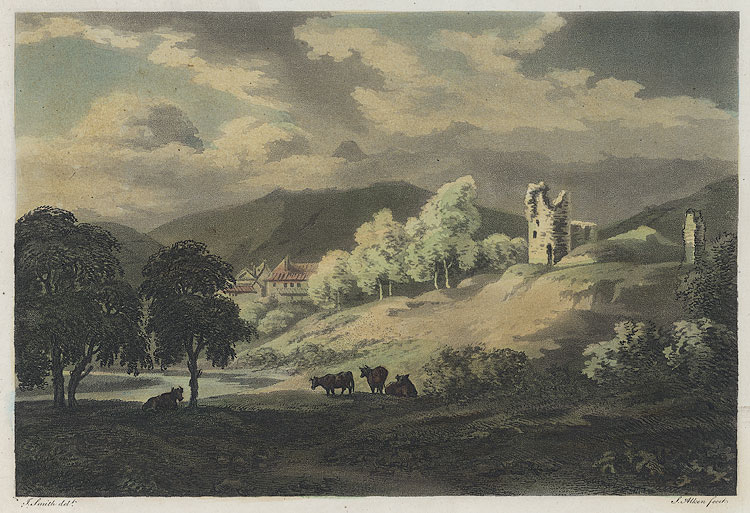
Le château d'Abergavenny, par John "Warwick" Smith, vers 1790

John « Warwick » Smith (26 juillet 1749 - 22 mars 1831) est un aquarelliste et illustrateur britannique.

## Biographie

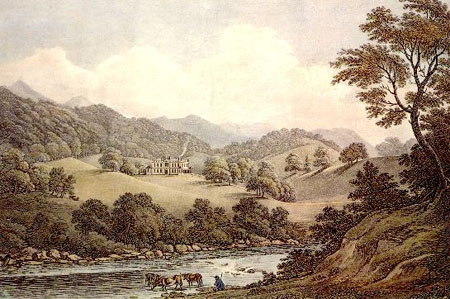
Les bois de Hafod (1795)

John Smith est né à Irthington, près de Carlisle, Cumberland, fils d'un jardinier de la famille Gilpin, et fait ses études à St. Bees. Ce lien lui permet d'étudier l'art auprès du peintre animalier Sawrey Gilpin.
Devenu connu comme un habile dessinateur topographique, il est employé sur Select Views de Samuel Middiman en Grande-Bretagne et obtient le patronage de George Greville, 2e comte de Warwick, ce qui lui permet de voyager en Italie entre 1776 et 1781. C'est là qu'il rencontre d'autres artistes britanniques tels que Francis Towne, Thomas Hearne (en) et William Pars. Il est connu sous le nom de « Warwick » ou « Italian » Smith. Dans ses œuvres ultérieures, qui sont en grande partie des vues d'Italie, il abandonne peu à peu la simple teinte à laquelle le travail à l'aquarelle se limitait auparavant pour un mode de coloration plus efficace, dont la nouveauté et la beauté sont très admirées.
Il retourne en Angleterre en 1781 en compagnie de Francis Towne, voyageant à travers les lacs italiens et la Suisse. Il s'installe à Warwick, faisant de fréquents séjours au pays de Galles à partir de 1784. Il visite également le Lake District à la fin des années 1780 et au début des années 1790. En 1783, il épouse Elizabeth Gerrard à l'église St Mary de Warwick, le couple a trois enfants. Il visite à nouveau l'Italie en 1785-1786, cette fois en compagnie de Lord Warwick. Lord Warwick acquiert une grande collection de ses œuvres, qui est finalement dispersée lors d'une vente aux enchères en 1936.
Lors d'une de ses tournées au Pays de Galles, quelque temps après 1788, Smith est accompagné du frère de Lord Warwick, Robert Fulke Greville, et de l'artiste Julius Caesar Ibbetson. Ils passent un temps considérable à Hafod, près d'Aberystwyth, la maison du bibliophile Thomas Johnes (en). Hafod est détruit par un incendie en 1807, et trois ans plus tard, Sir J.E. Smith publie A Tour to Hafod, illustré de quinze aquatintes de J.G. Stadler d'après des aquarelles de " Warwick " Smith, peut-être réalisées au cours de la visite avec Ibbetson,.
D'autres livres sont illustrés de gravures d'après des œuvres de Smith : Select Views in Italy (1792–6); Vues des lacs de Cumberland, avec vingt aquatintes de Jacques Mérigot (1791–5), Britannia Depicta de William Byrne et Tour through Wales (1794) de William Sotheby. Ce dernier livre est sous-titré Odes et autres poèmes. Avec des gravures d'après des dessins pris sur place par J. Smith. Les planches sont gravées à l'eau-forte par Samuel Alken.
Smith s'installe à Londres en 1807. Cette année-là, il commence à exposer avec la Royal Watercolour Society, qu'il a rejoint deux ans auparavant. Il reste un contributeur majeur à ses expositions jusqu'en 1823. Il est élu président de la société en 1814, 1817 et 1818, secrétaire en 1816 et trésorier en 1819, 1821 et 1822, puis il démissionne en 1823.
Smith meurt à Middlesex Place, Marylebone Road, Londres, le 22 mars 1831, et est inhumé dans un caveau de la chapelle St George sur Uxbridge Road.